# Stampa
Stampa is een plaats en voormalige gemeente in het Zwitserse bergdal Val Bregaglia en behoort tot het kanton Graubünden.
In Stampa is in het Ciäsa Granda (1581) het streekmuseum van het Val Bregaglia gevestigd . Hier worden onder meer mineralen, opgezette dieren en gebruiksvoorwerpen tentoongesteld.
De gelijknamige gemeente ging in 2010 op in de fusiegemeente Bregaglia. Tot de gemeente Stampa, die eind 2008 595 inwoners telde, behoorden naast de hoofdplaats Stampa ook de dorpen Borgonovo, Coltura, Isola, Maloja en Montaccio. Maloja, dat niet in het Val Bregaglia ligt, was de grootste plaats in de gemeente.
Tot de gemeente Stampa behoorde ook de 1815 meter hoge Malojapas. Op de top staan een aantal grote hotels. 's Winters doet het dienst als wintersportcentrum, 's zomers is het een geliefd beginpunt voor bergwandelaars.
Een populaire wandelbestemming is het bergmeer Lej da Lunghin waaruit de rivier de Inn ontstaat. Het meer ligt aan de voet van de 2781 meter hoge Piz Lunghin die waterscheiding vormt tussen de rivieren de Inn (die via de Donau uitmondt in de Zwarte Zee), de Julia (die via de Albula en Rijn uitmondt in de Noordzee) en de Maira (die via de rivieren Adda en Po uitmondt in de Adriatische Zee).

## Geboren
- Augusto Giacometti (1877-1947), kunstschilder
- Alberto Giacometti (1901-1966), beeldhouwer en schilder
- Diego Giacometti (1902-1985), beeldhouwer en designer
- Bruno Giacometti (1907-2012), architect

- Gemeinsame Normdatei: 4601703-3
- Historisch woordenboek van Zwitserland: 001535
- Library of Congress Control Number: n82125690
- Virtual International Authority File: 123694634
- WorldCat: E39PBJkT9KHx3DgYRgHVTT89jC